# Betbezer-d’Armagnac
Betbezer-d’Armagnac – miejscowość i gmina we Francji, w regionie Nowa Akwitania, w departamencie Landy.
Według danych na rok 1990 gminę zamieszkiwało 135 osób, a gęstość zaludnienia wynosiła 17 osób/km² (wśród 2290 gmin Akwitanii Betbezer-d’Armagnac plasuje się na 1041. miejscu pod względem liczby ludności, natomiast pod względem powierzchni na miejscu 1207.).